# José María Flores Burlón
José María Flores Burlón (Montevideo, 10 de febrero de 1955) es un exboxeador de Uruguay. Flores Burlón tuvo un total de 115 peleas profesionales. Intentó, sin éxito convertirse en el primer campeón mundial Uruguayo de boxeo.

## Carrera boxística[1]

### Comienzos
Flores Burlón comenzó su carrera profesional el 6 de febrero de 1976, derrotando a Alejandro García por decisión en combate de seis asaltos en Pergamino, Argentina. Sus 14 primeros combates fueron en dicha ciudad, con un récord de 13 victorias y 1 empate durante ese período, el empate fue el 17 de septiembre de ese mismo año contra Segundo Paiz, en combate de 10 asaltos.